# Chiesa del Carmine (Noto)
La chiesa del Carmine o della Madonna del Carmelo, è una architettura religiosa di Noto, fra le più importanti e meglio conservate testimonianze del barocco netino.

## Storia
La Chiesa della Madonna del Carmine fu originariamente edificata come annessa al convento dell'Ordine dei Carmelitani, in seguito soppresso e adibito a Caserma dei Carabinieri.
Si ritiene sia stata progettata dall'architetto Rosario Gagliardi, incaricato nella costruzione del convento. L'attribuzione non è del tutto condivisa e sono stati fatti anche il nome dell'architetto Vincenzo Sinatra (che era subentrato a Gagliardi su numerosi cantieri) e di altri. La costruzione iniziò intorno al 1743 e venne ultimata intorno agli anni Settanta del Settecento. 
La sua elegante facciata concava, svolge la funzione di quinta urbana e conclude prospetticamente l'asse di Via Ducezio.

## Caratteri architettonici e artistici
L'edificio è caratterizzato da una notevole ricchezza architettonica e decorativa sia del prospetto che dell'ambiente interno, impreziosito da dipinti settecenteschi.
La facciata ha un andamento concavo con due ordini di paraste e conclusa da un terzo ordine che crea uno sviluppo piramidale che ingloba la torre campanaria secondo un modello che ebbe una grande diffusione nell'architettura tardo barocca del Val di Noto.
L'interno della Chiesa è a un'unica navata, allargata al centro a forma di un ottagono oblungo, coperta da una volta approssimativamente ellittica e conclusa da un presbiterio absidato. Sull'asse trasversale della navata, si trovano due ampie cappelle semicircolari che espandono lo spazio quasi a creare una pianta centrale.
Lo spazio è caratterizzato da un ricco apparato decorativo di stucchi, attribuiti al palermitano Giuseppe Gianforma, e affreschi Olivio Sozzi, che la rendono una delle più belle chiese barocche di Noto.